# Goldrausch in Australien/Episodenliste
Diese Episodenliste enthält alle Episoden der deutschen TV-Abenteuer-Doku-Serie Goldrausch in Australien, sortiert nach der deutschen Erstausstrahlung. Die Fernsehserie umfasst derzeit sieben Staffeln mit 53 bereits ausgestrahlten Episoden.

## Übersicht
| Staffel | Episodenanzahl | Erstausstrahlung Deutschland | Erstausstrahlung Deutschland |
| Staffel | Episodenanzahl | Staffelpremiere              | Staffelfinale                |
| ------- | -------------- | ---------------------------- | ---------------------------- |
| 1       | 5              | 6. Dez. 2013                 | 4. Jan. 2014                 |
| 2       | 4              | 3. Apr. 2016                 | 24. Apr. 2016                |
| 3       | 6              | 17. Dez. 2017                | 4. Mär. 2018                 |
| 4       | 14             | 14. Nov. 2019                | 27. Apr. 2022                |
| 5       | 8              | 17. Mai 2023                 | 5. Juli 2023                 |
| 6       | 8              | 8. Mai 2024                  | 12. Juni 2024                |
| 7       | 8              | 14. Mai 2025                 | 25. Juni 2025                |

## Staffel 1
Die Erstausstrahlung der ersten Staffel war vom 6. Dezember 2013 bis zum 4. Januar 2014 auf dem deutschen Fernsehsender DMAX zu sehen.
| Nr. (ges.) | Nr. (St.) | Originaltitel                 | Erstausstrahlung |
| ---------- | --------- | ----------------------------- | ---------------- |
| 1          | 1         | Die Mine erwacht              | 6. Dez. 2013     |
| 2          | 2         | Abenteuer Regenzeit           | 13. Dez. 2013    |
| 3          | 3         | Gold aus 1000 Tonnen Dreck    | 21. Dez. 2013    |
| 4          | 4         | Jagd nach den Outback-Nuggets | 28. Dez. 2013    |
| 5          | 5         | Das Gold im Fels              | 4. Jan. 2014     |

## Staffel 2
Die Erstausstrahlung der zweiten Staffel war vom 3. April bis zum 24. April 2016 auf dem deutschen Fernsehsender DMAX zu sehen.
| Nr. (ges.) | Nr. (St.) | Originaltitel       | Erstausstrahlung Deutschland |
| ---------- | --------- | ------------------- | ---------------------------- |
| 6          | 1         | Ein Camp im Outback | 3. Apr. 2016                 |
| 7          | 2         | 10 Unzen Gold       | 10. Apr. 2016                |
| 8          | 3         | Alles für den Stahl | 17. Apr. 2016                |
| 9          | 4         | Auf zu neuen Ufern  | 24. Apr. 2016                |

## Staffel 3
Die Erstausstrahlung der dritten Staffel war vom 17. Dezember 2017 bis zum 4. März 2018 auf dem deutschen Fernsehsender DMAX zu sehen.
| Nr. (ges.) | Nr. (St.) | Originaltitel             | Erstausstrahlung Deutschland |
| ---------- | --------- | ------------------------- | ---------------------------- |
| 10         | 1         | Home Sweet Home           | 17. Dez. 2017                |
| 11         | 2         | Land unter                | 4. Feb. 2018                 |
| 12         | 3         | Golddieben auf der Spur   | 11. Feb. 2018                |
| 13         | 4         | Schürfrechte zu verkaufen | 18. Feb. 2018                |
| 14         | 5         | Mats XXL Maschinenpark    | 25. Feb. 2018                |
| 15         | 6         | Neue Lease, neues Glück?  | 4. März 2018                 |

## Staffel 4
Die Erstausstrahlung der vierten Staffel lief vom 14. November 2019 bis zum 27. April 2022 auf dem deutschen Fernsehsender DMAX.
| Nr. (ges.) | Nr. (St.) | Originaltitel                    | Erstausstrahlung Deutschland |
| ---------- | --------- | -------------------------------- | ---------------------------- |
| 16         | 1         | Zweieinhalb Männer               | 14. Nov. 2019                |
| 17         | 2         | Goldschulden sind Ehrenschulden  | 20. Nov. 2019                |
| 18         | 3         | Plan A, B und C                  | 27. Nov. 2019                |
| 19         | 4         | Auf unbekanntem Terrain          | 27. Nov. 2019                |
| 20         | 5         | Der Unterwasser-Goldsauger       | 4. Dez. 2019                 |
| 21         | 6         | Ohne Truck kein Gold             | 4. Dez. 2019                 |
| 22         | 7         | Coming home                      | 11. Dez. 2019                |
| 23         | 8         | Opal-Fieber                      | 11. Dez. 2019                |
| 24         | 9         | Gold-Wetten                      | 18. Dez. 2019                |
| 25         | 10        | Im Wettfieber                    | 30. März 2022                |
| 26         | 11        | Besuch eines Außerirdischen      | 6. Apr. 2022                 |
| 27         | 12        | Gold-Waschanlage made in Germany | 13. Apr. 2022                |
| 28         | 13        | Zwei Brüder im Goldfieber        | 20. Apr. 2022                |
| 29         | 14        | Gezahlt wird in Gold             | 27. Apr. 2022                |

## Staffel 5
Die Erstausstrahlung der fünften Staffel lief vom 17. Mai 2023 bis zum 5. Juli 2023 auf dem deutschen Fernsehsender DMAX.
| Nr. (ges.) | Nr. (St.) | Originaltitel          | Erstausstrahlung Deutschland |
| ---------- | --------- | ---------------------- | ---------------------------- |
| 30         | 1         | German Gold            | 17. Mai 2023                 |
| 31         | 2         | Mats Wett-Einsatz      | 24. Mai 2023                 |
| 32         | 3         | Gold Around the World  | 31. Mai 2023                 |
| 33         | 4         | Ein Astronaut im Busch | 7. Juni 2023                 |
| 34         | 5         | Die Währung ist Gold   | 14. Juni 2023                |
| 35         | 6         | Bis ans Limit          | 21. Juni 2023                |
| 36         | 7         | Nichts ist umsonst     | 28. Juni 2023                |
| 37         | 8         | Gold im Kies           | 5. Juli 2023                 |

## Staffel 6
Die Erstausstrahlung der sechsten Staffel lief als Online-Premiere am 1. Mai 2024 auf discovery+. Die Erstausstrahlung im Fernsehen lief am 8. Mai 2024 auf dem deutschen Fernsehsender DMAX.
| Nr. (ges.) | Nr. (St.) | Originaltitel          | Erstausstrahlung Deutschland |
| ---------- | --------- | ---------------------- | ---------------------------- |
| 38         | 1         | Das Maschinen-Desaster | 8. Mai 2024                  |
| 39         | 2         | Der Busch-Schrauber    | 15. Mai 2024                 |
| 40         | 3         | Die Busch-Tankstelle   | 22. Mai 2024                 |
| 41         | 4         | Das Riesennugget       | 29. Mai 2024                 |
| 42         | 5         | Verschollen im Busch   | 5. Juni 2024                 |
| 43         | 6         | Odyssee ins Camp       | 12. Juni 2024                |
| 44         | 7         | Canada calling!        | 19. Juni 2024                |
| 45         | 8         | Der richtige Riecher   | 26. Juni 2024                |

## Staffel 7
Die Erstausstrahlung der siebten Staffel lief als Online-Premiere am 7. Mai 2025 auf discovery+. Die Erstausstrahlung im Fernsehen lief am 14. Mai 2025 auf dem deutschen Fernsehsender DMAX.
| Nr. (ges.) | Nr. (St.) | Originaltitel                          | Erstausstrahlung Deutschland |
| ---------- | --------- | -------------------------------------- | ---------------------------- |
| 46         | 1         | Willkommen in Kanada                   | 14. Mai 2025                 |
| 47         | 2         | Schlammschlacht am Palmer River        | 21. Mai 2025                 |
| 48         | 3         | Kein Gold ohne Maschinen               | 28. Mai 2025                 |
| 49         | 4         | Grund zum Feiern!                      | 4. Juni 2025                 |
| 50         | 5         | Verloren im Outback                    | 11. Juni 2025                |
| 51         | 6         | Die große Goldschmelze                 | 18. Juni 2025                |
| 52         | 7         | Besuch aus Deutschland am Palmer River | 25. Juni 2025                |
| 53         | 8         | Buschfeuer ums Camp                    | 2. Juli 2025                 |